# Rebecka Liljeberg
Rebecka Månstråle  Liljeberg (Suécia, 13 de maio de 1981) é uma atriz sueca.

## Biografia
Nasceu em Turinge, a cerca de 40 km a sudoeste de Estocolmo, tendo morado em diversos sítios do país durante a infância. A sua mãe era muito jovem quando Rebecka nasceu, tendo os seus pais se divorciado quando ela tinha apenas um ano de idade. Tem duas irmãs, Claudia (nascida em 1988) e Åse (nascida em 1993) e um irmão, Samuel (nascido em 1992).
Aos 9 anos de idade, em 1991, começou a sua carreia como actriz, ao ganhar um papel na série televisiva Sunes jul. Entre 1993 e 1997, envolveu-se no teatro amador, no qual permaneceu até obter um papel no filme Närkontakt, em fins de 1997. Porém, foi apenas no ano seguinte que conseguiu o papel que lhe abriria novas portas, no filme Fucking Åmål, de Lukas Moodysson. Nessa altura, abandonou a escola secundária, para se concentrar no papel, que acabou por lhe valer um escaravelho dourado (o equivalente sueco dos óscares) para a melhor actriz, em conjunto com Alexandra Dahlström.
Após os seus papéis em Fucking Åmål e Sherdil, Liljeberg retomou os estudos, para conseguir terminar a escola secundária. Enquanto estudava, protagonizou o filme relativamente bem sucedido Bear's Kiss e deu voz a uma personagem da versão sueca do filme de IMAX T-Rex: Back to the Cretaceous. Em 2002, completou os estudos secundários e estuda actualmente medicina, no Instituto Karolinska, para se tornar pediatra.
Rebecka gosta de trabalhar com computadores, tendo vindo a trabalhar numa pequena firma desse ramo há já alguns anos, enquanto estudo. Porém, não é algo que queira seguir a longo prazo.
Escreveu uma coluna semi-regular para o jornal sueco Svenska Dagbladet, durante algum tempo. Contribuiu ainda para a antologia Utrymme, da UNESCO, com vinte obras de jovens escritores de todo o mundo.
Actualmente, vive em Estocolmo, com o seu namorado, Alexander Skepp. Têm dois filhos: Harry Theodor, nascido em Junho de 2002 e Vera, nascida no 1º de Janeiro de 2005. Apesar de pretender concentrar-se numa carreira como médica, Rebecka não põe de parte participar em mais filmes, se receber as propostas certas, tendo exprimido o desejo de trabalhar novamente com Lukas Moodysson.

## Filmografia
- Sunes jul (1991) (série)
- Närkontakt (1997)
- Längtans blåa blomma (série) (1998)
- Fucking Åmål (1998)
- Lithivm (1998)
- Där regnbågen slutar (1999)
- Sherdil (1999)
- Skärgårdsdoktorn (2000)
- Födelsedagen (2000)
- Eva & Adam (2000)
- Bear's Kiss (2002)